# 薛緒初
薛緒初（英語：Suh Sui Cho，1922年—2008年2月23日），生於上海，香港乒乓球運動員，為直板兩面攻打法的開創者。

## 生平
薛緒初幼年時期在青年會練習乒乓球，18歲時奪得上海乒乓球錦標賽男單冠軍。1948年，薛緒初和傅其芳、陸漢俊前往香港、南陽一帶打巡迴賽。在港期間，薛緒初曾戰勝世乒賽男單冠軍佐藤博治，從而聲名鵲起。上海被共產黨攻佔後，薛緒初和傅其芳留在香港，加入星島體育會。此後，薛緒初又轉投榮新乒乓球隊，多次協助球隊奪得全港乒乓球錦標賽冠軍。1951年，前世乒賽冠軍李奇和伯格曼訪港，但兩人均敗于薛緒初拍下。
薛緒初與香港男隊的傅其芳，女隊的黃碧瑤，皆為香港乒乓球隊于1950年代的旗幟人物。他曾代表港隊兩次參加世乒賽，奪得一次男團季軍，四次參加亞乒賽，奪得一次男單冠軍，一次男雙冠軍，兩次男團冠軍，以及混雙冠軍和亞軍各一次。
1950年代後期，隨著傅其芳、姜永寧和容國團等名將返回中國大陸，薛緒初亦逐漸淡出乒壇。退役後的薛緒初定居於香港，曾任香港乒乓總會義務秘書一職。1980年，薛緒初退休并移民加拿大，于2008年初病逝，享年86歲。

## 相關人物
薛緒初的弟弟薛偉初亦是乒乓球運動員，他在1950年代曾是中國乒乓球隊成員之一。